# Aiptasiomorpha
Aiptasiomorpha Stephenson, 1920, è un genere di celenterati antozoi nella superfamiglia Metridioidea dell'ordine Actiniaria. È l'unico genere della famiglia Aiptasiomorphidae.

## Descrizione
La famiglia Aiptasiomorphidae si distingue per l'assenza di alcuni tipi di nematocisti nei tentacoli e la muscolatura relativamente debole piuttosto che per qualsiasi attributo unicamente presente, quindi potrebbe non essere monofiletica. Nelle specie di Aiptasiomorpha il disco pedale è normalmente sviluppato e il corpo ha forma di colonna liscia, sottile, con inserzioni visibili dei mesenteri. Sfintere assente o debole endodermico. Tentacoli lisci, retrattili o meno a seconda della specie.  Tipicamente sei coppie di mesenteri perfetti, che possono essere fertili; ma nelle specie con riproduzione asessuata la disposizione dei mesenteri è molto variabile, i sifonoglifi e le coppie di direttive variano da 1 a 5. Le nematocisti non sono mai atriche e gli aconzi hanno nematocisti basitriche e probabilmente p-mastigofore microbasiche.

## Tassonomia
Secondo il World Register of Marine Species (WORMS), il genere è composto da quattro specie:
- Aiptasiomorpha elongata Carlgren, 1951
- Aiptasiomorpha minima (Stephenson, 1918)
- Aiptasiomorpha paxi Stephenson, 1920
- Aiptasiomorpha texaensis Carlgren & Hedgepeth, 1952